# Dixit (igra)
Dixit je jednostavna društvena igra kreativnog nagađanja sa kartama za 3 do 6 igrača. Igrači na osnovu svojih karata pričaju priču ili daju neku asocijaciju drugim igračima da pogode o kojoj karti je reč.

## Opis i pravila
Na početku igre svaki igrač dobija po šest ilustrovanih karata, a kada dođe red na njega on bira jednu i opisuje je nekom pričom, frazom, ili asocijacijom. Igrač ima potpunu slobodu oko opisa karte koju je izabrao i sve zavisi od njegove mašte i kreativnosti.
Kada završi priču ostali igrači biraju kartu iz svoje ruke koja prema njihovom mišljenju najbolje odgovara opisu koji je dao igrač koji je bio na potezu i stavljaju karte na gomilu tako da niko drugi ne vidi koju su kartu odabrali. Nakon toga karte se mešaju i okreću na sredini stola.
Tad svi igrači pogađaju koja je karta koju je opisao igrač na potezu.
Ukoliko niko ne pogodi, ili svi pogode koja je karta u pitanju, glavnom igraču se dodeljuje 0 bodova, a svi ostali dobijaju 2 boda. U ostalim slučajevima glavni igrač i svi ostali koji su pogodili o kojoj karti je reč dobijaju 3 boda. Igrači koji su uspeli svojim kartama da prevare druge igrače, te su ovi mislili da je njihova karta glavna dobijaju 1 poen.
Igra se završava kada se obrnu sve karte ili kada neko od igrača dođe do 30 poena. U oba slučaja onaj sa najviše poena pobeđuje.

## Spoljašnje veze
Zvanični sajt